# Dyschoriste tanzaniensis
Dyschoriste tanzaniensis är en akantusväxtart som beskrevs av Vollesen. Dyschoriste tanzaniensis ingår i släktet Dyschoriste och familjen akantusväxter. Inga underarter finns listade i Catalogue of Life.